# Les Voiles de Frédégonde
Les Voiles de Frédégonde est un roman historique écrit en 2006 par Jean-Louis Fetjaine. Il s'agit du premier roman de la série Les Reines pourpres.

## Résumé des trois premiers chapitres
557. La prêtresse païenne Oiba et ses deux jeunes apprenties célèbrent le culte de "La Bovinda" pour les villageois de La Selve. C'est alors que l'abbé Prétextat et les hommes du centenier Gerhard arrivent au village et font cesser cette cérémonie interdite. Oiba et sa plus grande apprentie sont arrêtées et vendues comme esclaves. La plus jeune est graciée par l'abbé. Il la trouve à son goût et la fait conduire dans ses appartements. Après l'avoir déflorée, il la confie au marchand Evrard pour qu'il l'emmène à Soissons. Là, elle deviendra servante de la princesse Audowère, une des belles-filles du roi. Evrard pour qu'elle s'intègre plus facilement à la cour, lui donne un nom franc : Frédégonde...

## Historicité du livre
Mis à part les quatre premiers chapitres qui sont issus de l'imagination de l'auteur, la suite du roman est très fidèle à la réalité historique.

## Éditions françaises
- 2006 : Les voiles de Frédégonde, éditions Belfond (format livre).
- 2008 : Les voiles de Frédégonde, éditions Pocket (format poche).